# Heteronyx maculatus
Heteronyx maculatus är en skalbaggsart som beskrevs av Blackburn 1889. Heteronyx maculatus ingår i släktet Heteronyx och familjen Melolonthidae. Inga underarter finns listade i Catalogue of Life.